# پایگاه آبنشین واترفال
 پایگاه آبنشین واترفال  (به انگلیسی: Waterfall Seaplane Base) یک فرودگاه همگانی باربری با کد یاتا KWF است که یک باند فرود آب دارد و طول باند آن ۳۰۴۸ متر است. این فرودگاه در کشور ایالات متحده آمریکا قرار دارد و در ارتفاع ۰ متری از سطح دریا واقع شده است.